# Erick Monteiro
Erick da Costa Monteiro (Capitão Poço, 20 de março de 1976), é um político brasileiro, ex-vereador e ex-vice prefeito de Ananindeua, filiado ao PSDB. Nas eleições de 2022, foi eleito deputado estadual pelo Pará.

## História
Nascido em Capitão Poço, Erick mudou-se para Ananindeua, onde construiu a sua carreira política. Foi eleito vereador em 2012 quando era filiado ao PP, sendo reeleito em 2016, quando trocou o PP pelo PSDB, onde se encontra até os dias de hoje.
Em 2020 foi indicado para ser o vice na chapa de Doutor Daniel Santos (MDB), sendo eleito naquela ocasião. Ficou no cargo até 31 de janeiro de 2023, quando renunciou após ter conseguido se eleger deputado estadual no ano anterior.
Em 2024 anunciou a sua pré-candidatura a prefeito de Capitão Poço, mas desistiu posteriormente.

## Desempenho em eleições
| Ano  | Eleição                 | Coligação | Partido | Candidato a       | Votos            | Resultado |
| ---- | ----------------------- | --- | ------- | ----------------- | ---------------- | --------- |
| 2012 | Municipal de Ananindeua | Por uma Ananindeua Melhor (PSDB / PP / PTdoB)                                                                                                 | PP      | Vereador          | 2.564 (1,17%)    | Eleito    |
| 2016 | Municipal de Ananindeua | PSDB | PSDB    | Vereador          | 4.470 (1,90%)    | Eleito    |
| 2020 | Municipal de Ananindeua | Ananindeua de Coração (MDB / PSDB / DEM / PV / PODE / Republicanos / Avante / PCdoB / PROS / PSB / PSC / PSL / PL / Solidariedade / Patriota) | PSDB    | Vice-prefeito     | 152.352 (67,70%) | Eleito    |
| 2022 | Estaduais no Pará       | Federação PSDB Cidadania | PSDB    | Deputado estadual | 78.053 (1,71%)   | Eleito    |